# Natação nos Jogos Olímpicos de Verão da Juventude de 2010 - 4x100 m medley feminino
As provas do revezamento/estafetas 4x100 metros medley feminino da natação nos Jogos Olímpicos de Verão da Juventude de 2010 foram realizadas no dia 16 de agosto, na Escola dos Desportos, em Cingapura. Equipes de 11 países estavam inscritas neste evento.

## Medalhistas
|  | AUS Austrália                                      |  | RUS Rússia                                                             |  | GER Alemanha                                            |
|  | Madison Wilson Emily Selig Zoe Johnson Emma McKeon |  | Alexandra Papusha Olga Detenyuk Kristina Kochetkova Ekaterina Andreeva |  | Dorte Baumert Lina Rathsack Lena Kalla Juliane Reinhold |

## Equipes
| Equipe            | Integrantes                                                         | Equipe     | Integrantes                                                                           | Equipe     | Integrantes                                                            |
| ----------------- | ------------------------------------------------------------------- | ---------- | ------------------------------------------------------------------------------------- | ---------- | ---------------------------------------------------------------------- |
| RSA África do Sul | Natasha de Vos Taryn Mackenzie Oneida Cooper Kyla Ferreira          | CAN Canadá | Rachel Nicol Tera van Beilen Lindsay Delmar Lauren Earp                               | ITA Itália | Elena di Liddo Stefania Pirozzi Martina Carraro Alessia Polieri        |
| GER Alemanha      | Dorte Baumert Lina Rathsack Lena Kalla Juliane Reinhold             | CHN China  | Bai Anqi Wang Chang Liu Lan Tang Yi                                                   | JPN Japão  | Mina Ochi Maya Hamano Mayuko Okada Yukiko Watanabe                     |
| AUS Austrália     | Madison Wilson Emily Selig Zoe Johnson Emma McKeon                  | Cingapura  | Chriselle Wyn Jia Koh Xin Jing Cheryl Lim Adeline Shu Jian Winata Xiang Qi Amanda Lim | RUS Rússia | Alexandra Papusha Olga Detenyuk Kristina Kochetkova Ekaterina Andreeva |
| BRA Brasil        | Julia Gerotto Carolina Bergamaschi Bruna Rocha Alessandra Marchioro | EUA        | Allison Roberts Kaitlyn Jones Jordan Mattern Kiera Janzen                             |            |                                                                        |

## Eliminatórias

### Eliminatória 1
| Pos. | Raia | País              | Tempo   | Notas |
| ---- | ---- | ----------------- | ------- | ----- |
| 1    | 4    | AUS Austrália     | 4:13.12 | Q     |
| 2    | 3    | GER Alemanha      | 4:13.38 | Q     |
| 3    | 6    | JPN Japão         | 4:19.00 | Q     |
| 4    | 2    | RSA África do Sul | 4:24.41 | Q     |
| 5    | 5    | BRA Brasil        | 4:25.66 | Q     |

### Eliminatória 2
| Pos. | Raia | País               | Tempo   | Notas      |
| ---- | ---- | ------------------ | ------- | ---------- |
| 1    | 2    | RUS Rússia         | 4:13.43 | Q          |
| 2    | 3    | CHN China          | 4:13.63 | Q          |
| 3    | 4    | CAN Canadá         | 4:17.94 | Q          |
| 4    | 7    | USA Estados Unidos | 4:26.15 |            |
| 5    | 5    | SIN Singapura      | 4:28.56 |            |
|      | 6    | ITA Itália         |         | Não largou |

## Final
| Pos.              | Raia | País              | Tempo   | Notas           |
| ----------------- | ---- | ----------------- | ------- | --------------- |
| Medalha de ouro   | 4    | AUS Austrália     | 4:09.68 |                 |
| Medalha de prata  | 3    | RUS Rússia        | 4:11.07 |                 |
| Medalha de bronze | 5    | GER Alemanha      | 4:11.76 |                 |
| 4                 | 2    | CAN Canadá        | 4:16.72 |                 |
| 5                 | 7    | JPN Japão         | 4:16.80 |                 |
| 6                 | 1    | RSA África do Sul | 4:23.52 |                 |
| 7                 | 8    | BRA Brasil        | 4:24.62 |                 |
|                   | 6    | CHN China         |         | Desclassificado |